# エステル・ウィンウッド
エステル・ウィンウッド（Estelle Winwood,  1883年1月24日 - 1984年6月20日）は、イギリス出身の女優である。

## 来歴
1883年、イギリスのロンドンはリーという場所で生まれた。5歳の頃から女優を志し、母親のサポートもあってロンドンの演技学校で演劇を学んだ。第一次世界大戦時にはリヴァプールにある劇場リヴァプール・プレイハウスの団員として所属。1916年に活動の場をアメリカへ移し、ニューヨークへ渡った1930年代にブロードウェイデビューを果たした。その後はニューヨークとロンドンを行き来しながら演劇活動のキャリアを積み、様々なウェストエンドとブロードウェイの舞台へ出演した。
1931年に『夜の天使』で映画デビュー。同作での出演シーンはカットとなってしまったが、1950年代に入ると主にアメリカで製作されたテレビドラマや映画などへコンスタントに出演し、幅広い層から女優として認知されるようになった。1960年代で70歳を越えても尚、精力的にキャリアを重ね、クラーク・ゲーブル主演の『荒馬と女』やメル・ブルックス監督の『プロデューサーズ』などの映画や、『奥さまは魔女』、『バットマン』などのテレビドラマ作品へ出演した。最後の映画出演作は1976年に製作されたピーター・フォーク、デヴィッド・ニーヴン、トルーマン・カポーティにピーター・セラーズらが出演したミステリーコメディ映画『名探偵登場』で、ウィンウッド自身は高齢にして車椅子に乗った看護婦という設定の老婆を演じた。

### 死去
1984年にカリフォルニア州ウッドランド・ヒルズにある自宅で老衰のため睡眠中に死去。101歳だった。

## 出演作品

### 映画
- 夜の天使 Night Angel (1931)
- The House of Trent (1933)
- 偽装の女 Quality Street (1937)
- Blithe Spirit (1946) ※テレビ映画
- Main Street to Broadway (1953)
- The Glass Slipper (1955)
- 白鳥 The Swan (1956)
- 黒の誘拐 23 Paces to Baker Street (1956)
- 年頃ですモノ! This Happy Feeling (1958)
- ダービーおじさんと不思議な小人たち Darby O'Gill and the Little People (1959)
- 荒馬と女 The Misfits (1961)
- 魔法の剣 The Magic Sword (1962)
- 悪名高き女 The Notorious Landlady (1962)
- 怪人カリガリ博士 The Cabinet of Caligari (1962)
- Dead Ringer (1964)
- Alive and Kicking (1964)
- キャメロット Camelot (1967)
- 悪魔のくちづけ Games (1967)
- プロデューサーズ The Producers (1967)
- 愛の贈り物 Jenny (1970)
- Decisions! Decisions! (1971) ※テレビ映画
- 名探偵登場 Murder by Death (1976)

### テレビドラマ
- Lights Out (1950)
- サスペンス Suspense (1951)
- Broadway Television Theatre (1952, 1953)
- スタジオ・ワン Studio One (1953)
- Kraft Television Theatre (1954)
- Producers' Showcase (1954)
- Playwrights '56 (1956)
- クライマックス! Climax! (1956)
- ヒッチコック劇場 Alfred Hitchcock Presents (1957, 1958)
- おとぎの国 Shirley Temple's Storybook (1958)
- ミステリー・ゾーン Twilight Zone (1960)
- Bourbon Street Beat (1960)
- マッコイじいさん The Real McCoys (1960)
- Adventures in Paradise (1961)
- わんぱくデニス Dennis the Menace (1962)
- ドクター・キルデア Dr. Kildare (1964)
- 泥棒貴族 The Rogues (1965)
- FBIアメリカ連邦警察 The F.B.I. (1965)
- ペリー・メイスン Perry Mason (1966)
- 0011ナポレオン・ソロ The Man from U.N.C.L.E. (1966)
- 奥さまは魔女 Bewitched (1966)
- バットマン Batman (1966 - 1967)
- 0022アンクルの女 The Girl from U.N.C.L.E. (1967)
- ネーム・オブ・ザ・ゲーム The Name of the Game (1968, 1970)
- アウトサイダー The Outsider (1969)
- 恋愛専科 Love, American Style (1969, 1972)
- 私立探偵バニヨン Banyon (1973)
- 名探偵ジョーンズ Barnaby Jones (1973)
- 探偵キャノン Cannon (1974)
- 警察物語 Police Story (1976)
- Dr.刑事クインシー Quincy M.E. (1980)